# Place Mossèn Jacint Verdaguer
La place Mossèn Jacint Verdaguer (en catalan : plaça de Mossèn Jacint Verdaguer, familièrement plaça Verdaguer ou tout simplement Verdaguer) est une place publique de Barcelone, en Espagne.

## Situation
La place est située dans le quartier de l'Eixample et constitue le carrefour à l'intersection de l'avenue Diagonale, artère principale de la ville, du Passeig de Sant Joan et de la rue de Majorque, non loin de la Sagrada Família.

## Histoire
Le carrefour reçoit en 1929 le nom de Jacint Verdaguer (1845-1902), prêtre et poète épique catalan, une des figures de la Renaixença. Le nom officiel en espagnol Jacinto Verdaguer devient en 1980 Jacint Verdaguer en catalan.

## Monument

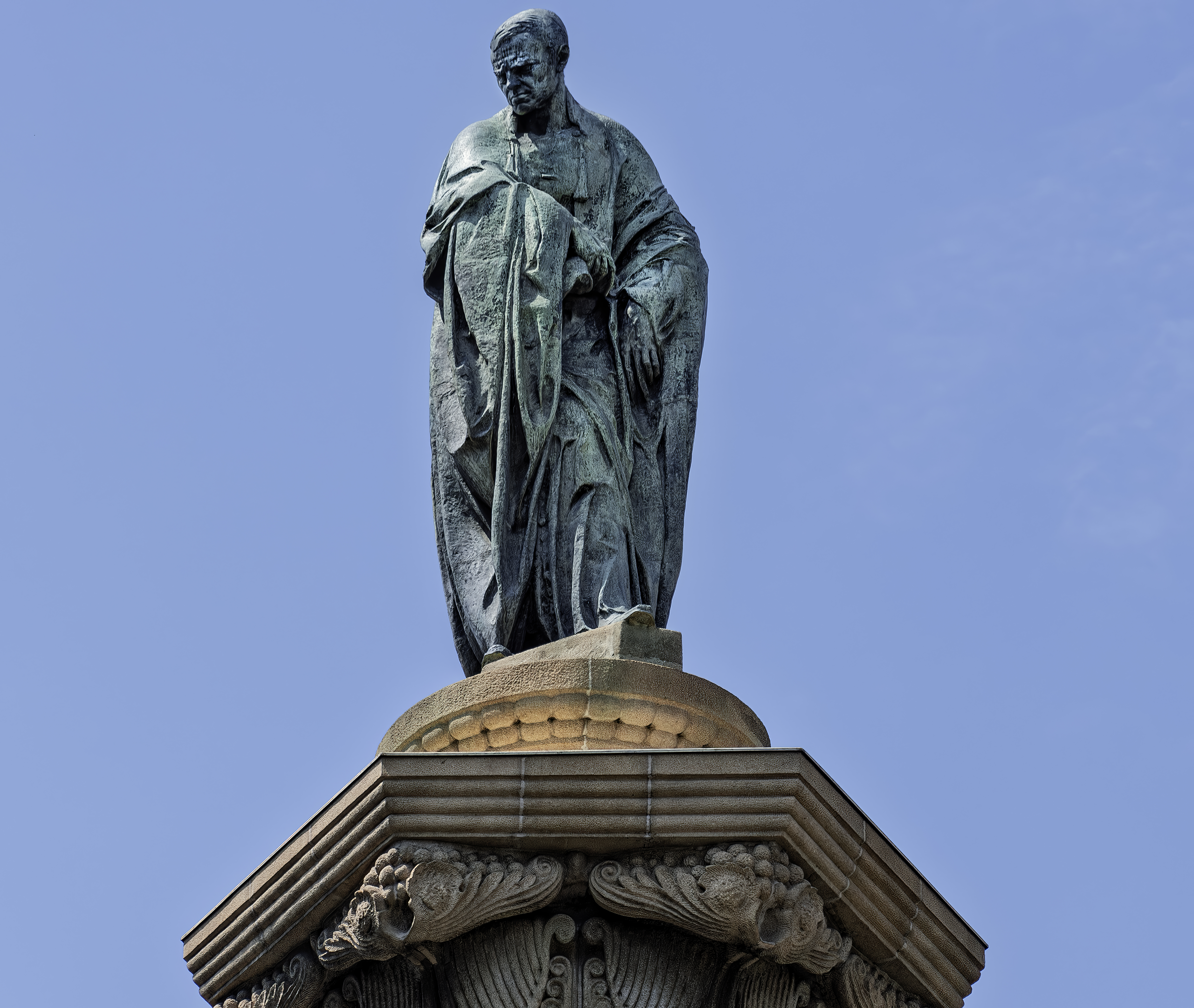
Sulpture de Jacint Verdaguer par Joan Borrell i Nicolau

Le centre du carrefour est occupé par le monument à Mossèn Jacint Verdaguer (également appelé El cuervo ou La palmatoria) conçu par l'architecte Josep Maria Pericàs dans le style du noucentisme en vogue au début du XXe siècle. Construit à partir de 1914, il est inauguré en 1924 par le roi Alphonse XIII.
De forme circulaire, il est composé d'une balustrade ouverte par trois passages, à l'intérieur de laquelle se dressent quelques cyprès. Au centre s'élève une colonne surmontée de la statue de Verdaguer, œuvre du sculpteur Joan Borrell auquel on doit également les allégories de la poésie autour de la balustrade. Les bas-reliefs autour du monument, mettant en avant des scènes des œuvres de Verdaguer, en particulier L'Atlantide, ont été sculptés par les frères Llucià et Miquel Oslé.

## Transports
La station Verdaguer du métro de Barcelone est très proche de la place et est desservie par les lignes 4 et 5.